# زاركو ماركوفيتش (لاعب كرة قدم)
زاركو ماركوفيتش (بالصربية: Жарко Марковић)‏ (28 يناير 1987 في صربيا - ) هو لاعب كرة قدم صربي (وحمل سابقاً جنسية صربيا والجبل الأسود) في مركز الدفاع. لعب مع بي أيه إس كيه بيوغراد ونادي كايرات وCS Gaz Metan Mediaș ‏.

## وصلات خارجية
- زاركو ماركوفيتش على موقع قاعدة بيانات كرة القدم.إي يو (الإنجليزية)
- زاركو ماركوفيتش على موقع Soccerbase.com (لاعب) (الإنجليزية)
- زاركو ماركوفيتش على موقع Soccerway.com (الإنجليزية)
- زاركو ماركوفيتش على موقع عالم كرة القدم.نت (الإنجليزية)